# Friedrich Hund
Friedrich Hermann Hund (4. februar 1896 – 31. marec 1997) je bil nemški fizik, znan predvsem po svojih prispevkih k kvantni teoriji in teoriji molekulskih orbitalov. Njegovo delo je močno vplivalo na našo razumevanje strukture atomov in molekul.

## Življenjepis
- Rojstvo in izobrazba: Hund je bil rojen v Karlsruheu, Nemčija. Študiral je matematiko, fiziko in geografijo na Univerzah v Marburgu in Göttingenu, kjer je leta 1922 doktoriral v fiziki.
- Akademska kariera: Po doktoratu je bil privatni docent za teoretično fiziko na Univerzi v Göttingenu (1925), nato profesor na Univerzi v Rostocku (1927), Univerzi v Lipsku (1929), Univerzi v Jeni (1946) in Univerzi v Frankfurtu (1951). Leta 1957 se je vrnil v Göttingen, kjer je ostal do konca svoje akademske kariere.
- Znanstveni prispevki: Hund je bil ključna oseba pri razvoju teorije molekulskih orbitalov skupaj z Robertom Mullikonom. Njegove pravice, znane kot Hundove pravice, so pomagale napovedati elektronsko konfiguracijo kemijskih elementov. Tako je prispeval k našemu razumevanju elektronske strukture molekul in kemijskih vez.
- Nagrade: Prejel je več nagrad, vključno z Medalmi Maxa Planca (1943) in Otto Hahn Prize za kemijo in fiziko (1974).
- Zasebno življenje: Hund se je poročil z matematikinjo Ingeborg Seynsche leta 1931 in imel šest otrok, med njimi šahista in matematika Gerharda Hunda.

Hund je umrl 31. marca 1997 v starosti 101 let v Göttingenu. Njegovo delo še vedno vpliva na sodobno fiziko in kemijo.